# Hookeria splachnifolia
Hookeria splachnifolia là một loài Rêu trong họ Hookeriaceae. Loài này được (Brid.) Arn. mô tả khoa học đầu tiên năm 1827.